# Pseudotritonia antarctica
Pseudotritonia antarctica is een slakkensoort uit de familie van de Curnonidae. De wetenschappelijke naam van de soort werd voor het eerst geldig gepubliceerd in 1934 door Odhner.